# Here Comes Santa Claus (Right Down Santa Claus Lane)
Here Comes Santa Claus (Right Down Santa Claus Lane)  o semplicemente Here Comes Santa Claus è una celebre e moderna canzone natalizia statunitense, scritta da Gene Autry (1907 – 1998) e da Oakley Haldeman nel 1946 e incisa dallo stesso Gene Autry nel 1947 su etichetta Columbia Records come “Lato B” del 45 giri al cui “Lato A” figurava il brano An Old Fashioned Tree.

Si tratta del primo disco natalizio inciso da Gene Autry, interprete poi di altre celebri canzoni natalizie quali  Frosty the Snowman  (1950) e  Rudolph the Red-Nosed Reindeer  (1957).
Lo stesso Gene Autry ha poi interpretato Here Comes Santa Claus nel film The Cowboy and the Indians del 1949 e inciso il brano anche nel 1953 e nel 1957.
Come altre canzoni natalizie, il brano in seguito è diventato quasi un “classico” della stagione natalizia ed è stato interpretato anche da altri cantanti. Tra questi figurano Bob Dylan, Bing Crosby, le Andrews Sisters, Elvis Presley, i Platters, ecc.
La canzone fa parte della lista, stilata dall'ASCAP, dei 25 brani natalizi  maggiormente cantati durante il periodo natalizio.

## Storia

### Composizione
La composizione del brano è stata ispirata dalla partecipazione di Gene Autry (definito “cowboy cantante"Cowboy singer”) in sella al suo cavallo Champion alla sfilata natalizia Hollywood Santa Claus Lane Parade  lungo Hollywood Boulevard a Los Angeles nel novembre del 1946, parata durante la quale il cantante-attore udì un bambino o un gruppo di bambini gridare la frase “Here comes Santa Claus!”, ovvero “Arriva Babbo Natale!”
Autry, che aveva già in cantiere un 45 giri natalizio che prevedeva come “Lato A” il brano  An Old Fashioned Tree , ebbe così l'idea di realizzare un nuovo brano, idea che sottopose a un suo collaboratore, il compositore Oakley Haldeman, e al produttore Art Satherley: il pezzo, una volta realizzato, venne poi provato dal cantante e chitarrista Johnny Bond.

### Prima incisione e pubblicazione
Il brano venne registrato a Hollywood il 28 agosto 1947: Autry fu accompagnato, tra gli altri, da Johnny Bond e dai Cass County Boys.
Gene Autry eseguì quindi per la prima volta il brano in pubblico il 30 novembre dello stesso anno nel programma radiofonico Gene Autry Melody Ranch Radio Show.
Il 45 giri, con Here Santa Claus (Right Down Santa Claus Lane)  come “Lato B” e  An Old Fashioned Tree  al “Lato A”, uscì quindi su etichetta Columbia Records in occasione del Natale di quell'anno, vendendo oltre due milioni di copie e ottenendo il disco d'oro.

## Testo
Il testo si compone di 4 strofe e parla – come suggerisce il titolo – dell'arrivo di Babbo Natale/Santa Claus, che porta con sé il suo carico di giocattoli, accompagnato dalle sue renne (ne vengono citate due, Vixen e Blitzen).

Pertanto, i bambini vengono invitati dapprima ad appendere le loro calze, recitando una preghierina e – il giorno dopo – a saltar giù dal letto per vedere ciò che Babbo Natale ha portato loro.
Il brano  si conclude con l'augurio “pace in terra”.